# MTV Unplugged – Summer Solstice
MTV Unplugged: Summer Solstice ist ein Live- und Videoalbum der norwegischen Popband a-ha, das am 6. Oktober 2017 als Teil der MTV-Unplugged-Reihe veröffentlicht wurde. Es wurde am 22. und 23. Juni 2017 in der Harbour Hall von Ocean Sound Recordings in Giske, Norwegen, aufgenommen.

## Titelliste
Alle Titel wurden von Lars Horntveth produziert, mit Ausnahme von Take On Me, das von A-ha und Martin Terefe produziert wurde.

### CD 1
| #   | Titel                                                       | Autor(en)                                 | Jahr/Album                | Länge |
| --- | ----------------------------------------------------------- | ----------------------------------------- | ------------------------- | ----- |
| 1.  | This Is Our Home                                            | Magne Furuholmen                          | bisher unveröffentlicht   | 5:05  |
| 2.  | Lifelines                                                   | Furuholmen                                | 2002 Lifelines            | 2:57  |
| 3.  | I’ve Been Losing You featuring Lissie                       | Paul Waaktaar-Savoy                       | 1986 Scoundrel Days       | 5:05  |
| 4.  | Analogue (All I Want)                                       | Waaktaar-Savoy, Furuholmen, Max Martin    | 2005 Analogue             | 4:44  |
| 5.  | The Sun Always Shines on T.V. featuring Ingrid Helene Håvik | Waaktaar-Savoy                            | 1985 Hunting High and Low | 4:28  |
| 6.  | A Break in the Clouds                                       | Waaktaar-Savoy                            | bisher unveröffentlicht   | 4:54  |
| 7.  | Foot of the Mountain                                        | Waaktaar-Savoy, Furuholmen, Martin Terefe | 2009 Foot of the Mountain | 5:27  |
| 8.  | Stay on These Roads                                         | Waaktaar-Savoy, Furuholmen, Morten Harket | 1988 Stay on These Roads  | 6:18  |
| 9.  | This Alone Is Love                                          | Waaktaar-Savoy, Furuholmen                | 1988 Stay on These Roads  | 6:07  |
| 10. | Over the Treetops                                           | Waaktaar-Savoy                            | 2005 Analogue             | 6:43  |
| 11. | Forever Not Yours                                           | Furuholmen, Harket, Ole Sverre-Olsen      | 2002 Lifelines            | 4:07  |

### CD 2
| #   | Titel                                    | Autor(en)                                                    | Jahr/Album                                | Länge |
| --- | ---------------------------------------- | ------------------------------------------------------------ | ----------------------------------------- | ----- |
| 1.  | Sox of the Fox                           | Text: Waaktaar-Savoy, Musik:Bridges                          | 1980 Bridges album Fakkeltog              | 7:18  |
| 2.  | Scoundrel Days featuring Ian McCulloch   | Waaktaar-Savoy, Furuholmen                                   | 1986 Scoundrel Days                       | 4:56  |
| 3.  | The Killing Moon featuring Ian McCulloch | Will Sergeant, Ian McCulloch, Les Pattinson, Pete de Freitas | 1984 Echo & the Bunnymen album Ocean Rain | 5:55  |
| 4.  | Summer Moved On featuring Alison Moyet   | Waaktaar-Savoy                                               | 2000 Minor Earth, Major Sky               | 5:30  |
| 5.  | Memorial Beach                           | Waaktaar-Savoy                                               | 1993 Memorial Beach                       | 4:32  |
| 6.  | Living a Boy’s Adventure Tale            | Waaktaar-Savoy, Harket                                       | 1985 Hunting High and Low                 | 5:36  |
| 7.  | Manhattan Skyline                        | Waaktaar-Savoy, Furuholmen                                   | 1986 Scoundrel Days                       | 5:28  |
| 8.  | The Living Daylights                     | Waaktaar-Savoy, John Barry                                   | 1988 Stay on These Roads                  | 5:49  |
| 9.  | Hunting High and Low                     | Waaktaar-Savoy                                               | 1985 Hunting High and Low                 | 5:57  |
| 10. | Take On Me                               | Waaktaar-Savoy, Furuholmen, Harket                           | 1985 Hunting High and Low                 | 4:14  |

## Mitwirkende
A-ha
- Morten Harket – Gesang
- Magne Furuholmen – Klavier, Cembalo, Celesta, akustische Gitarre, Flöte, Hintergrundgesang
- Paul Waaktaar-Savoy – akustische Gitarre, Hintergrundgesang

Zusätzliche Musiker
- Alison Moyet – Gesang auf „Summer Moved On“
- Ian McCulloch – Gesang auf „Scoundrel Days“ und „The Killing Moon“
- Lissie – Gesang auf „I've Been Losing You“
- Ingrid Helene Håvik – Gesang auf „The Sun Always Shines on TV“
- Lars Horntveth – akustische Gitarren, Resonator, Lap-Steel-Gitarre, Vibraphon, Bassklarinette, Sopransaxophon
- Morten Qvenild – Klavier, Cembalo, Harmonium, Hackbrett, Fischers Mandolinette, Autoharfe, Kokles
- Even Enersen Ormestad – Bass
- Karl Oluf Wenneberg – Schlagzeug, Perkussion, Glocken, Bass Xylophon
- Madeleine Ossum – Violine, Hintergrundgesang
- Emilie Heldal Lidsheim – Viola, Hintergrundgesang
- Tove Margrethe Erikstad – Violoncello, Hintergrundgesang
- Lars Horntveth – Arrangement aller Tracks außer „Take On Me“
- Martin Terefe – Arrangement von „Take On Me“
- Anders Tjore – Co-Arrangement on „I've Been Losing You“, „The Sun Always Shines on TV“, „This Alone Is Love“, „Summer Moved On“ und „Manhattan Skyline“

Technisches
- Lars Horntveth – Produktion aller Tracks außer „Take On Me“
- A-ha – Produktion von „Take On Me“
- Martin Terefe – Produktion von „Take On Me“
- John O’Mahony – Aufnahme, Mischen
- Henning Svoren – Aufnahme
- Marcus Forsgren – Aufnahme (Demo Sessions)
- Greg Calbi – Mastering

Artwork
- Max Dax – Liner Notes
- Justin Loomis – Fotografie
- Matthias Löwenstein – Artwork, Cover
- Season Zero – Artwork, Cover

## Chartplatzierungen

### Album
| ChartsChartplatzierungen     | Höchstplatzierung | Wochen |
| ---------------------------- | ----------------- | ------ |
| Deutschland (GfK)            | 2 (21 Wo.)        | 21     |
| Norwegen (IFPI)              | 14 (1 Wo.)        | 1      |
| Österreich (Ö3)              | 14 (5 Wo.)        | 5      |
| Schweiz (IFPI)               | 20 (5 Wo.)        | 5      |
| Vereinigtes Königreich (OCC) | 6 (3 Wo.)         | 3      |

| ChartsJahrescharts (2017) | Platzierung |
| ------------------------- | ----------- |
| Deutschland (GfK)         | 72          |

### Videoalbum
| ChartsChartplatzierungen | Höchstplatzierung | Wochen |
| ------------------------ | ----------------- | ------ |
| Österreich (Ö3)          | 5 (1 Wo.)         | 1      |
| Schweiz (IFPI)           | 9 (1 Wo.)         | 1      |